# 松田恒次
松田 恒次（まつだ つねじ、1895年11月24日 - 1970年11月15日）は、大阪府大阪市出身の実業家。
東洋工業（現マツダ）3代目社長。実父は東洋工業創始者の松田重次郎、息子にマツダ4代目社長の松田耕平。自身から孫の松田元と3代続けて広島東洋カープオーナーである。

## 来歴・人物
1895年、大阪市の天満橋筋で鉄工所を営んでいた父松田重次郎、母千代の長男として生まれる。重次郎が造船技術者として呉や佐世保など各地の海軍工廠で勤務したため、幼少期は大阪で祖母に育てられていた。
重次郎と同様に機械好きで、学校から帰ると重次郎の経営する鉄工所で手伝いをしていた。1911年、大阪市立工業学校に入学、野球部に入った。卒業後1915年、旧陸軍宇治火薬製造所に就職。1921年に重次郎は大阪から故郷の広島に帰っている。1927年、父・重次郎が広島で経営する東洋コルク工業に入社、工務係に配属。同年、社名は東洋工業に変更された。1951年12月、東洋工業社長に就任。
それまで三輪自動車メーカーだった東洋工業を四輪自動車メーカーに育て上げた。ファミリア、ルーチェが大ヒット、R360クーペ、キャロル、ボンゴ、カペラを投入し、大きくシェアを伸ばし、一時はトヨタ自動車・日産自動車に次ぐ国内第3位の自動車メーカーにまでなった。1966年、仁保島南側が大規模に干拓され、東洋工業の乗用車専門工場が完成。以降、東洋工業はトラック・乗用車双方を生産する世界有数の総合自動車メーカーの地位を固めた。
恒次は世界の誰もが成し遂げられなかったロータリーエンジンの開発・量産化に、山本健一とともに心血を注ぎ込んだ。1965年、乗用車輸入自由化に向け、通商産業省主導による自動車業界再編が噂されていた。後発メーカーである東洋工業はその波に飲み込まれ、統合・合併の危機が迫っていた。「技術は永遠に革新である」をモットーとする恒次は事態打開を目指し、「独自技術を保つためにロータリーエンジンをやる。通産行政に抵抗する」とぶち上げた(ロータリーエンジン#マツダを参照)。そして、ロータリーエンジンの開発に成功し、コスモスポーツ発売にこぎつけた。
以上のように、今日のマツダの原形は松田恒次によって創られたと言っても過言ではない。
1970年11月15日、肺感染症のため広島市の自宅にて死去、享年74歳。
息子の耕平が後を継いだ。1961年藍綬褒章、1968年勲二等瑞宝章、1970年勲二等旭日重光章。2003年には日本自動車殿堂入り。

## エピソード
- 1964年の第11回東京モーターショーにコスモスポーツのプロトタイプを展示した。この時、自らコスモスポーツのハンドルを握って広島から到着、帰路には各販売会社、メインバンクの住友銀行、池田勇人首相などを訪問した。
- フォード・モーターとの資本提携話も恒次社長時代から始まり調印の見通しまでついていたが、恒次急逝やニクソン・ショックにより交渉は一時打ち切られた。その後、山崎芳樹社長時代に再開し締結にまで至った。
- 球団設立後の広島カープの経営は困難を極め、東洋工業と恒次社長への依存度が高まったため、1962年恒次が広島カープの球団社長に就任。1968年に球団の運営体制が整理され、松田家と東洋工業が共同で出資する「広島東洋カープ」が設立され、恒次が初代球団オーナーになった。就任当時、「しばらく面倒を見るが、決して私しない」「いずれは東洋の二文字は削って、真の野球会社として成功させる」と語っている。恒次の死後は息子の耕平が二代目オーナーとなり、1975年にはカープをセ・リーグ初優勝に導いた。その後経営悪化によるマツダ再建の過程で東洋工業から運営面で事実上独立した。2019年現在もカープはマツダとその関連会社および松田家一族が株主となっており、孫の元が三代目オーナーに就任している。また、西武やダイエー黄金時代の礎を築いた根本陸夫をカープの監督に招聘したのも恒次である。
- 東京支社に出張した際に昼食に「ざるそば」を注文しその代金を払い忘れて広島に帰ったところ、東京支社から「ざるそばの代金の請求書を送りつけられた」というエピソードがある。金額は当時の物価で90円であった。

## 著書
- 松田恒次『私の履歴書 <第26集>』日本経済新聞社, 1966。ASIN B000JBKHIA。他は佐藤喜一郎,芹沢光治良,船田中
- 松田恒次『私の履歴書 経済人9』日本経済新聞社, 1980.10。ISBN 978-4532030599。新版、他は鮎川義介,北沢敬二郎,久保田豊,井上五郎,法華津孝太

### 伝記
- 中村尚樹 『マツダの魂 不屈の男 松田恒次』草思社、2018年6月
  - 『マツダの魂 不屈の男 松田恒次』草思社文庫、2021年6月

## 関連番組
「シリーズ被爆70年 ヒロシマ 復興を支えた市民たち 第2回『走れ、三輪トラック』（2015年 NHK総合 ドキュメンタリードラマ 松田重次郎役：伊武雅刀 恒次役：高橋和也 脚本・監督：坂田能成）